# 石黒忠悳
石黒 忠悳（いしぐろ ただのり、弘化2年2月11日（1845年3月18日） - 昭和16年（1941年）4月26日）は、明治時代の日本陸軍軍医、日本赤十字社社長。茶人。草創期の軍医制度を確立した。爵位は子爵。

## 経歴

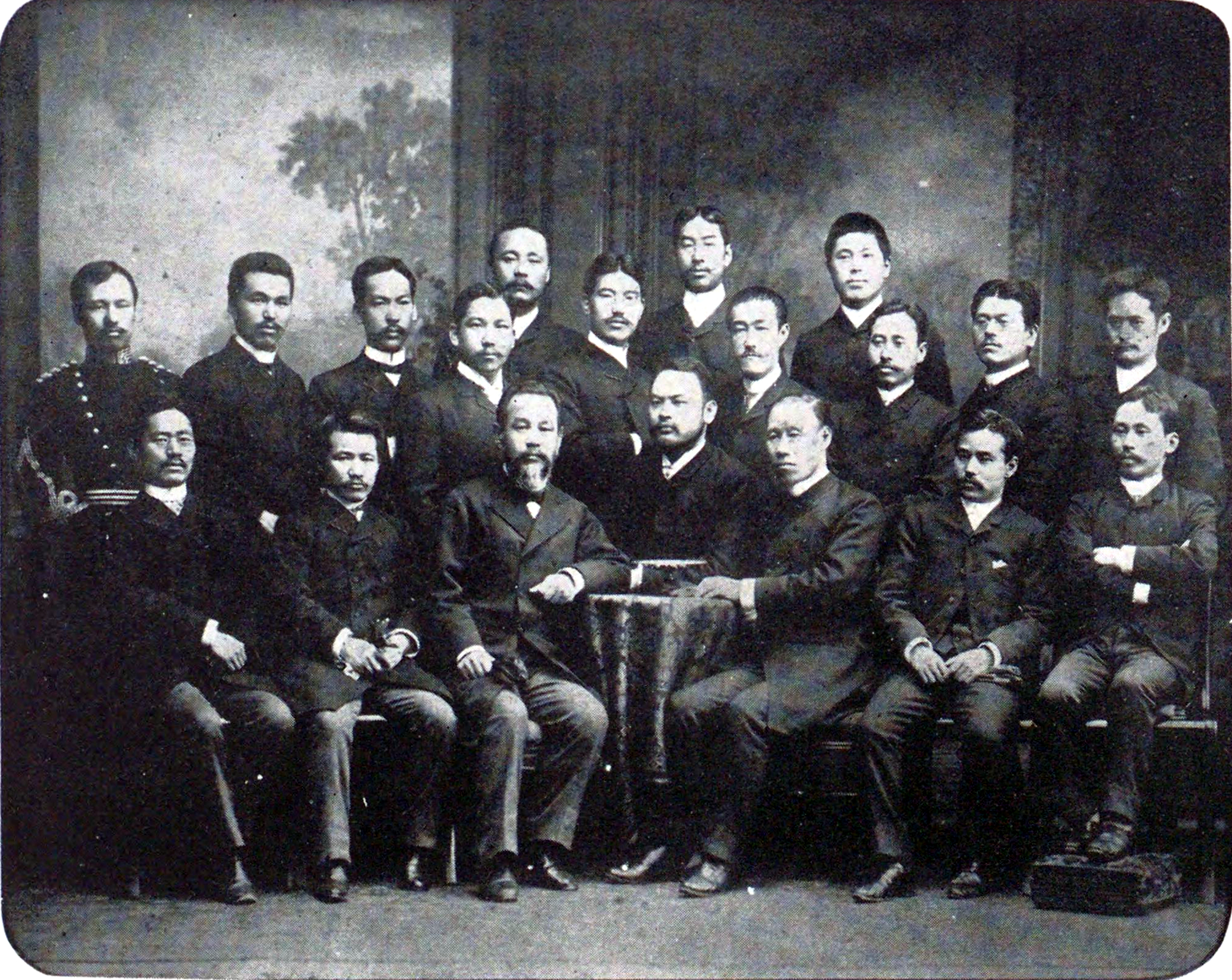
1888年、プロイセン王国ベルリン市にて日本人留学生と。1888年。前列左より河本重次郎、山根正次、田口和美、片山國嘉、石黑、隈川宗雄、尾澤主一。中列左から森林太郎、武島務、中濱東一郎、佐方潜蔵（のち侍医）、島田武次（のち宮城病院産科長）、谷口謙、瀬川昌耆、北里柴三郎、江口襄。後列左から濱田玄達、加藤照麿、北川乙治郎

幼名は庸太郎（つねたろう）。父・平野順作良忠は幕府代官の手代になり、奥州（福島県）の陣屋に務めているときに庸太郎が生まれた。1856年2月に元服して忠恕（ただのり）を名乗り、平野庸太郎忠恕と称したが、やがて忠徳、後に忠悳と改めた（悳は徳の古字）。父母は早く亡くなり、天涯孤独となる。16歳のとき、父の姉が嫁いでいた越後国三島郡片貝村（今の新潟県小千谷市）の石黒家の養子になった。私塾「石黒塾」を開き、松代の佐久間象山に会って感銘を受けた。中山道の追分宿では志士の大島誠夫と会い、親交を結んだ。江戸へ出て、幕府医学所を卒業後、医学所句読師となる。
幕府が倒れ医学所も解散し一時帰郷、潜伏していた時期に再び私塾である「石黒塾」を開き、近隣の子供たちに漢学や算数を教えた（その時の教え子に井上円了がいる）。再び東京へ戻り、医学所の後身である大学東校（東京大学医学部の前身）に勤める。1871年、松本良順の勧めで兵部省に入り、草創期の軍医となった。
佐賀の乱、西南戦争に従軍。1887年9月に、ドイツのバーデン国都カールスルーエで開催された第四回赤十字国際会議に政府委員として出席し、北里柴三郎、森林太郎、尾澤主一らと出逢う。1890年、陸軍軍医総監に昇進するとともに、陸軍軍医の人事権をにぎるトップの陸軍省医務局長（陸軍軍医・序列第一位）に就任した。日清戦争のとき、医務局長として大本営陸軍部の野戦衛生長官をつとめた。日清戦争では脚気惨害の責任が指摘されている（詳細は、日清戦争での陸軍脚気大流行を参照のこと）。戦後、台湾での脚気惨害を知る高島鞆之助が陸軍大臣に就任すると、軍医制度を確立した功労者でありながら、1897年に医務局長を辞任した（事実上の引責辞任）。
長州閥のトップ山縣有朋や薩摩閥のトップ大山巌、また児玉源太郎などと懇意で、その後も陸軍軍医部（後年、陸軍衛生部に改称）に隠然たる影響力をもった。1901年4月17日、予備役に編入。1907年4月1日、後備役、1912年退官。
茶人としても知られ、况斎・况翁の号がある。1898年（明治31年）、松浦詮(心月庵）が在京の華族､知名士等と設立した輪番茶事グループ「和敬会」の会員となる。会員は、青地幾次郎（湛海）・伊藤雋吉（宗幽）・伊東祐麿（玄遠）・岩見鑑造（葎叟）・岡崎惟素（淵冲）・金澤三右衛門（蒼夫）・戸塚文海（市隠）・東胤城（素雲）・東久世通禧（古帆）・久松勝成（忍叟）・松浦恒（無塵）・三田葆光（櫨園）・三井高弘（松籟）・安田善次郎（松翁）の以上16人（後に益田孝（鈍翁）、高橋義雄（箒庵）が入会）で､世に「十六羅漢」と呼ばれた。

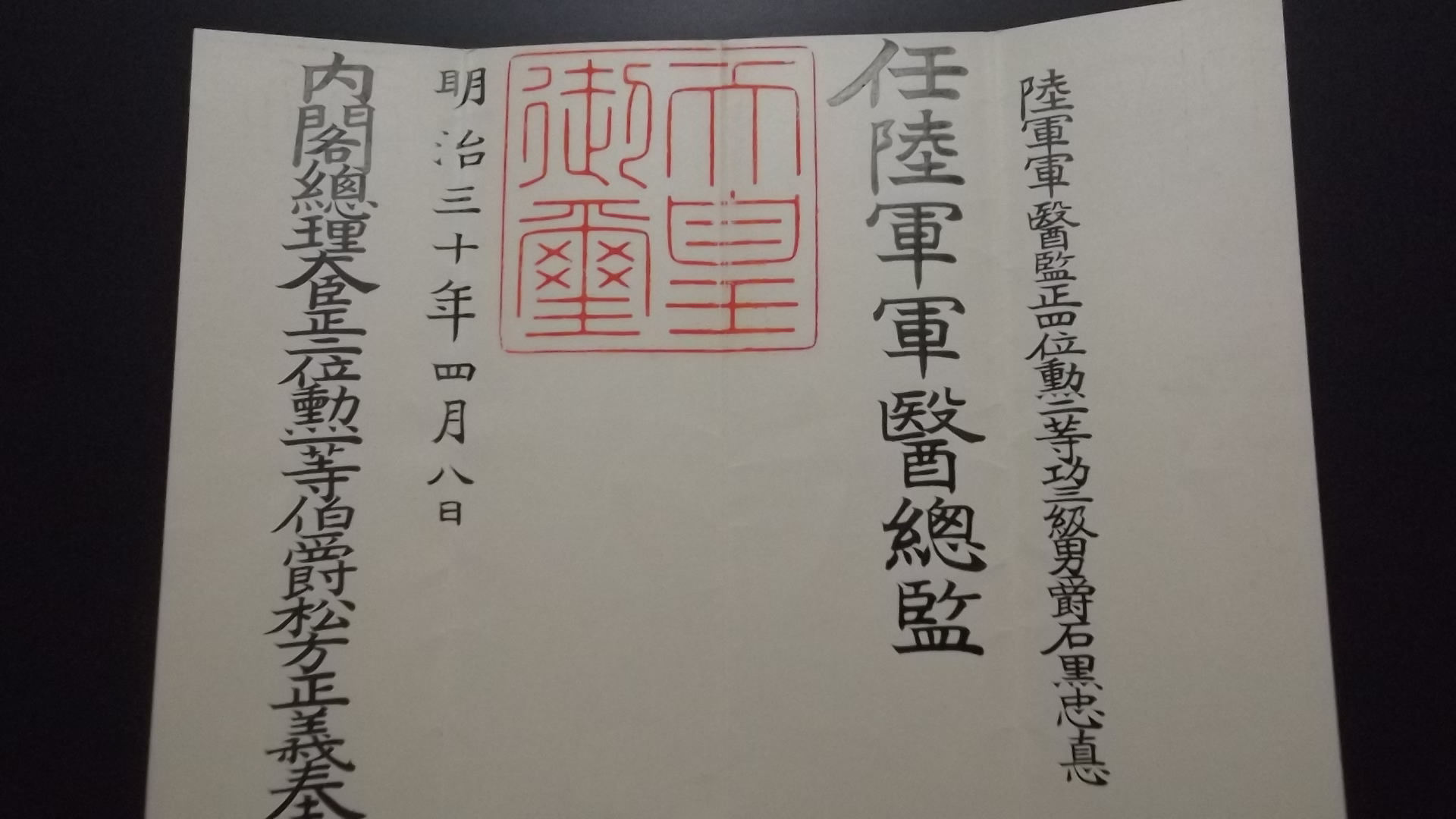
石黒忠悳が「陸軍軍医総監（中将相当）」に任命された際の辞令書（明治30年4月8日）

後に貴族院勅選議員、日本赤十字社の第4代社長などをつとめた。1895年に男爵、1920年に子爵となった。1941年、老衰のため死去。没後に石黒家は襲爵手続を行わず、同年10月に華族の栄典を喪失した。

## 家族
長男の石黒忠篤は東京帝国大学卒業後、農商務省に入り、穂積陳重の次女・光子と結婚、太平洋戦争終戦時の農商大臣をつとめた。

## その他
- 後藤新平の才能を見出し、愛知県病院長から内務省衛生局への採用を後押しした。そして相馬事件で後藤が衛生局長を非職となり、失脚しても長与専斎と異なり後藤を見捨てず、その後ろ盾となり、日清戦争の検疫事業を後藤に担当させることを陸軍次官兼軍務局長の児玉源太郎に提案した。検疫事業の成果により後藤は内務省衛生局長に復職し、また児玉に認められたことが、児玉台湾総督の下で後藤が台湾総督府民政長官に起用されるきっかけとなった[13]。
- 文学研究者には森鴎外の上官として、よく知られている（両者の確執が論じられることもある）。
- 大倉喜八郎とは古くから交遊があった。大倉商業学校（現・東京経済大学）の設立に参加し、理事兼督長（現在の理事長兼校長）をつとめた。
- 日比谷公園の開設に関わった。安寧健康上の設計を林学博士の本多静六から依頼され、洋風の公園となった。
- 医師をめざして東京女子師範学校（現・お茶の水女子大学）を卒業した荻野吟子を、典薬寮出身で侍医の高階経徳が経営する私立医学校・好寿院に紹介した。その後、それまで女性に開かれていなかった医術開業試験を受験できるよう内務省衛生局長であった長与専斎に紹介し、さらにみずから女医の必要性を長与に訴える等、荻野のために尽力した。のちに荻野吟子は近代日本における最初の女性の医師となった。

## 栄典
位階
- 明治5年4月15日（1872年5月21日）- 正七位[14][15]
- 1873年（明治6年）
  - 6月25日 - 従六位[14][16]
  - 11月17日 - 正六位[14][17]
- 1880年（明治13年）10月21日 - 従五位[14]
- 1886年（明治19年）11月16日 - 正五位[14][18]
- 1890年（明治23年）10月8日 - 従四位[14][19]
- 1896年（明治29年）6月20日 - 正四位[14][20]
- 1901年（明治34年）6月21日 - 従三位[14][21]
- 1911年（明治44年）7月10日 - 正三位[14][22]
- 1921年（大正10年）7月20日 - 従二位[14][23]
- 1928年（昭和3年）8月1日 - 正二位[14][24]
- 1941年（昭和16年）4月26日 - 従一位[14][25]

爵位
- 1895年（明治28年）8月20日 - 男爵[14]
- 1920年（大正9年）9月4日 - 子爵[14]

勲章等
| 受章年                     | 略綬 | 勲章名                       | 備考 |
| -------------------------- | ---- | ---------------------------- | ---- |
| 1878年（明治11年）12月27日 |      | 木杯一個                     |      |
| 1884年（明治17年）5月2日   |      | 木杯一個                     |      |
| 1885年（明治18年）11月19日 |      | 勲三等旭日中綬章             |      |
| 1889年（明治22年）11月29日 |      | 大日本帝国憲法発布記念章     |      |
| 1895年（明治28年）5月23日  |      | 勲二等瑞宝章                 |      |
| 1895年（明治28年）8月20日  |      | 功三級金鵄勲章               |      |
| 1895年（明治28年）8月20日  |      | 旭日重光章                   |      |
| 1895年（明治28年）11月18日 |      | 明治二十七八年従軍記章       |      |
| 1906年（明治39年）4月1日   |      | 勲一等旭日大綬章             |      |
| 1906年（明治39年）4月1日   |      | 明治三十七八年従軍記章       |      |
| 1912年（大正元年）8月1日   |      | 韓国併合記念章               |      |
| 1915年（大正4年）11月10日  |      | 大礼記念章（大正）           |      |
| 1919年（大正8年）2月21日   |      | 金杯一個                     |      |
| 1920年（大正9年）6月11日   |      | 金杯一組                     |      |
| 1920年（大正9年）11月1日   |      | 大正三年乃至九年戦役従軍記章 |      |
| 1920年（大正9年）11月1日   |      | 金杯一個                     |      |
| 1921年（大正10年）3月23日  |      | 金杯一組                     |      |
| 1921年（大正10年）5月11日  |      | 紺綬褒章                     |      |
| 1921年（大正10年）7月1日   |      | 第一回国勢調査記念章         |      |
| 1924年（大正13年）1月10日  |      | 御紋付銀杯                   |      |
| 1928年（昭和3年）11月10日  |      | 大礼記念章（昭和）           |      |
| 1931年（昭和6年）3月20日   |      | 帝都復興記念章               |      |
| 1934年（昭和9年）2月1日    |      | 御紋付銀盃                   |      |
| 1934年（昭和9年）4月29日   |      | 昭和六年乃至九年事変従軍記章 |      |
| 1934年（昭和9年）4月29日   |      | 金杯一組                     |      |
| 1936年（昭和11年）12月24日 |      | 旭日桐花大綬章               |      |
| 1940年（昭和15年）8月15日  |      | 紀元二千六百年祝典記念章     |      |

外国勲章等佩用允許
| 受章年                    | 国籍             | 略綬 | 勲章名                           | 備考 |
| ------------------------- | ---------------- | ---- | -------------------------------- | ---- |
| 1895年（明治28年）7月30日 | 大清帝国         |      | 第二等第二双竜宝星               |      |
| 1897年（明治30年）6月11日 | ロシア帝国       |      | 神聖スタニスラス星章付第二等勲章 |      |
| 1908年（明治41年）1月20日 | プロイセン王国   |      | 赤十字第三等記章                 |      |
| 1910年（明治43年）6月6日  | 大韓帝国         |      | 李花大勲章                       |      |
| 1919年（大正8年）4月5日   | 支那共和国       |      | 一等文虎勲章                     |      |
| 1923年（大正12年）6月7日  | ポーランド共和国 |      | ポルスキー勲章グランクロア       |      |
| 1927年（昭和2年）10月31日 | ドイツ国         |      | 赤十字第一等名誉章               |      |
| 1934年（昭和9年）3月1日   | 満州帝国         |      | 大満洲国建国功労章               |      |

## 著書
- 『懷旧九十年』博文館、1936年。
  - 『懐旧九十年』（岩波文庫、1983年、解説原もと子）。ISBN 9784003316115
  - 復刻版・大空社（2004年）

石黒の懐古談を坪谷水哉らが編さんした。文庫版は小松宮彰仁親王（日本赤十字社初代総裁）、乃木希典などに関する記事（全体の7分の1弱）や、漢詩・図版が削除されている。

## 関連人物
- 相良知安
- 後藤新平
- 三宅秀
- 佐野常民
- 大鳥圭介
- 石黒孝次郎（孫）